# دی۴وای
D4Y (به انگلیسی: Yokosuka_D4Y) یک هواگرد از نوع بمب افکن شیرجه رو ساخت شرکت Yokosuka است. هواگرد D4Y نخستین پروازش را در دسامبر ۱۹۴۰ میلادی انجام داد. این هواگرد در سال ۱۹۴۲ میلادی رسماً معرفی گردید و در سال‌های ۱۹۴۲–۱۹۴۵ تولید شده‌است. در مجموع، تعداد ۲٬۰۳۸ فروند از این هواگرد ساخته شده‌است.